# Russula violeipes
Russula violeipes é um fungo que pertence ao gênero de cogumelos Russula na ordem Russulales. Foi descrito cientificamente por Lucien Quélet em 1898.